# Barreiro
O Barreiro é uma cidade portuguesa no Distrito de Setúbal com 63 119 habitantes (2021).
É sede do município do Barreiro com 36,39 km² de área e 78 359 habitantes (2021), subdividido em 4 freguesias. O município é limitado a leste pelo município da Moita, a sudeste por Palmela, a sul por Setúbal e Sesimbra, a oeste pelo Seixal e a norte pelo rio Tejo e o seu estuário. Na outra margem encontra-se a cidade de Lisboa.
De salientar que a cidade do Barreiro apresenta uma posição estratégica a 6 km da Baixa Alfacinha. Banhada pelo rio Tejo e apoiada por um importante terminal rodo-ferro-fluvial, dista, por via terrestre, 20 km da cidade de Lisboa (pela Ponte 25 de Abril — 35 km pela Ponte Vasco da Gama) e cerca de 35 km de Setúbal, capital de distrito (pela A2).
O Barreiro foi elevado a cidade a 28 de junho de 1984, sendo Presidente da Câmara Hélder Nobre Madeira. O Presidente da Câmara Municipal é Frederico Rosa do PS.
O feriado municipal é a 28 de Junho.

## História
A cidade portuguesa de Barreiro teve origem numa «pobra» ou aldeia ribeirinha, repovoada após a reconquista, sob a égide dos Cavaleiros da Ordem de Santiago da Espada.
A paróquia de Santa Cruz do Barreiro remonta aos séculos XIII-XIV, tendo sido comenda da Ordem de Santiago da Espada.
Os seus povoadores dedicavam-se às actividades piscatórias e da extracção do sal.
Terra de pescadores e de gentes do campo levou vida obscura, se bem que tivesse sido elevada a vila em 1521. No esteiro do rio Tejo que no Barreiro entra pelo Rio Coina encontrava-se Vale de Zebro, onde outrora se erguiam fornos que fabricavam os biscoitos que abasteciam as naus que saíam de Lisboa, rumo à Índia e ao Brasil.
Nas duas margens dos esteiros funcionavam moinhos de maré que fabricavam a farinha para os biscoitos. Os celeiros, fornos e moinhos subsistiram até ao século XIX. O município do Barreiro, ao ser extinto o de Alhos Vedros a 24 de Outubro de 1855, passou a integrar na sua área as freguesias de Palhais e de Lavradio.
O desenvolvimento do Barreiro teve início em 1861, com a exploração das linhas férreas até Vendas Novas (57 km) e até Setúbal (13 km). A sua expansão deve-a, contudo, a partir de 1906, com a adjudicação a um grupo de industriais do Caminho-de-Ferro-Sul-e-Sueste, inicialmente entre o Barreiro e Vendas Novas. Com o surgimento deste meio de transporte, este haveria de despoletar um processo histórico, que viria a ser determinante, não só para o município, como para o país. A implementação de indústrias pela Companhia União Fabril (CUF), desde 1898 dirigida pelo dinâmico e empreendedor empresário que foi Alfredo da Silva.
Desde então o Barreiro tornar-se-ia uma “moderna vila industrial e operária", transformando por completo o antigo aspecto da vila, tanto social, económica, como urbanisticamente, o Barreiro transfigurava-se. A malha urbana cresceria além dos limites do próprio município, até à vizinha Moita. Os vestígios deste passado são ainda hoje uma marca da cidade, através das oficinas da CP, dos bairros operários, e em especial do ainda presente parque industrial-empresarial da Baía do Tejo (actual nome da antiga CUF, QUIMIGAL e Quimiparque).
O Barreiro ascendeu ao título de cidade em 28 de Junho de 1984, sendo presidente da Câmara na época Hélder Nobre Madeira. O presidente actual (2021) é Frederico Rosa.

## Meio ambiente e áreas verdes

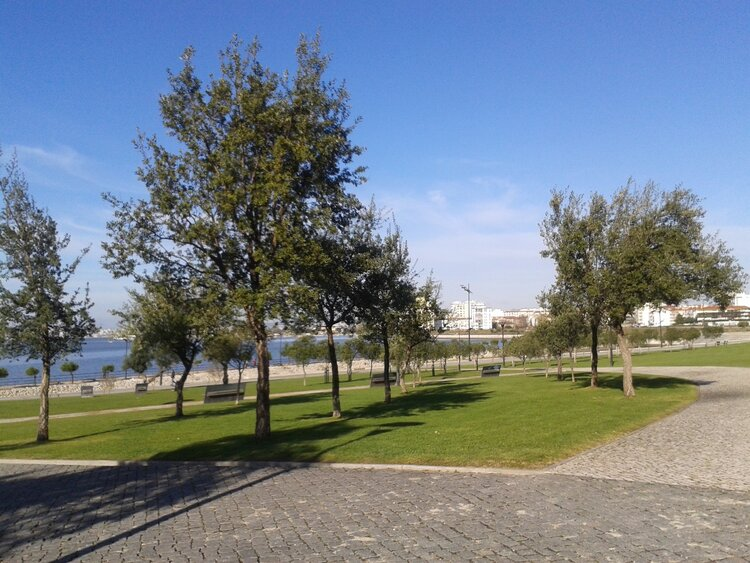
Parque Recreativo da Cidade (Polis)

A cidade do Barreiro é repleta de espaços verdes, de variadas dimensões. Existem 3 grandes parques, entre eles o Parque Recreativo da Cidade (com área aproximada: 48 700 m²), situado na União das Freguesias do Alto do Seixalinho, Santo André e Verderena. Jardim do Convento da Madre de Deus da Verderena, com área aproximada: 6000 m². Parque Catarina Eufémia com area aproximada de área aproximada: 14 000 m².

## Freguesias

Freguesias do município do Barreiro.

O município do Barreiro está dividido em 4 uniões de freguesia:
- Alto do Seixalinho, Santo André e Verderena
- Barreiro e Lavradio
- Palhais e Coina
- Santo António da Charneca.

## Desporto
O Barreiro é tido como uma cidade desportiva, onde os espaços para os vários desportos, são consideravelmente variados.
Da cidade são bastante representativos os seus maiores clubes, como o Futebol Clube Barreirense, o Clube União Fabril e o Galitos Futebol Clube, cuja história se encontra nos anais do desporto nacional nas várias modalidades que representam. Em Futebol, o Barreirense, é o clube Português com maior número de campeonatos ganhos na 2ª Divisão (7 campeonatos) e com 24 representações na primeira Divisão do Campeonato Nacional, e o Clube União Fabril (CUF/QUIMIGAL/FABRIL) com 23, sendo respectivamente os clubes que se encontram em 11º e 13º no ranking de presenças de clubes, o que os torna Históricos do Futebol Nacional, de onde saíram diversos nomes de internacionais Portugueses. Também em basquetebol, o FC Barreirense é um histórico, com 2 campeonatos e 6 taças de Portugal, e com aquela que é tida como a melhor formação nacional da modalidade, pois na época de 2007/2008, destacou-se João “Betinho” Gomes, que chegou a fazer provas para a NBA. Por falar em formação, e já na década de 2000 o FC Barreirense foi distinguido por 2 vezes com o troféu da Federação Portuguesa de Basquetebol para o melhor clube de Basquetebol de Portugal em virtude das grandes prestações em todos os escalões em que esteve envolvido. Em títulos é 3º clube com maior número de troféus conquistados em basquetebol, cifrando em mais de 2 dezenas os campeonatos conquistados (Juniores A, Juniores B, Cadetes, Iniciados) e troféus em torneios, conquistados nos últimos 10 anos. No basquetebol, também o Galitos Futebol Clube tem marcado presença na LPB (I Liga).
A cidade tem boas infra-estruturas para modalidades, como o Estádio Alfredo da Silva (Fabril-1965) com uma capacidade de cerca de 25000 espectadores, e às suas infra-estruturas de raiz, que lhe permite ainda hoje ser considerado um dos melhores estádios Portugueses, inserido num complexo com mais dois campos de futebol relvados, e um Pavilhão Desportivo. O FC Barreirense, construiu recentemente um pequeno centro de formação e tem em construção um  pequeno estádio dotado de modernas e confortáveis condições, que substituirá o já desaparecido Manuel de Melo.

## Escolas
Uma das curiosidades no ranking das provas nacionais de 2019 foi a maior queda no top 15. Esta, foi a do Colégio Minerva, no Barreiro, precisamente a escola particular que no ano anterior tinha alcançado a medalha ouro. Com uma queda de 67 posições, desceu do 1.º lugar para o 68.º. 
Incluíndo o Colégio Minerva, o Barreiro dispõe de cerca de uma dúzia de escolas primárias e básicas, para alem de seis escolas secundárias.
- Agrupamento de Escolas Augusto Cabrita (até ao secundário)
- Agrupamento de Escolas do Barreiro (até ao 3º ciclo)
- Agrupamento de Escolas de Santo André (até ao secundário)
- Agrupamento de Escolas dos Casquilhos (até ao secundário)
- Agrupamento de Escolas Alfredo da Silva (até ao secundário)
- Agrupamento de Escolas Álvaro Velho (até ao 3º ciclo)
- Agrupamento de Escolas de Santo António (até ao secundário)
- Colégio Minerva (até ao secundário)

## Barreirenses ilustres
- Álvaro Velho (século XV-XVI), marinheiro ou soldado na expedição de Vasco da Gama à Índia. Deixou-nos o seu Diário de Bordo da viagem.
- Américo Marinho (1913-1997), desenhador e pintor, galardoado com o Prémio Lupi da Academia das Belas Artes para os alunos que se distinguiam.
- Augusto Cabrita (1923-1993), fotógrafo, director de fotografia e realizador cinematográfico.
- Maria de Lourdes Resende (1927), cantora, intérprete de sucessos como "Alcobaça" e Prémio Bordalo (1962).
- Fernando Farinha (1928-1988), fadista, conhecido como "O miúdo da Bica".
- José Augusto (1937), ex-futebolista do Benfica.
- Fernando Chalana (1959), ex-futebolista do Benfica.
- Alberto Morais, futebolista.
- Adelino Augusto Graça Barbosa Barros, futebolista.
- Bruno Martins Indi, futebolista do FC Porto e da Seleção Neerlandesa de Futebol.
- Fátima Lopes, apresentadora de TV.
- João Barreiros, músico.
- Isabel Angelino, apresentadora de TV.
- António Cardoso, cosmólogo.
- Raquel Maria, actriz.
- Ruth Marlene, cantora.
- Sisley Dias, actor.
- Luísa Ortigoso, actriz
- Rui Quintas, actor.
- Henrique Galvão, foi um capitão do exército, inspetor da administração colonial Portuguesa e escritor português.
- Manuel Galrinho Bento, foi um guarda-redes de futebol do Benfica e da Seleção Portuguesa de Futebol.
- Álvaro Marinho, velejador olimpico
- Leonor Andrade, cantora.
- João Cancelo, futebolista Juventus
- Beatriz Nunes, cantora.
- Virgílio Azevedo (1955 - 2004) - político do Partido Comunista
- Aires de Carvalho (1952 - 2003) - deputado na Assembleia da República

## Evolução da população do município
★ Os Recenseamentos Gerais da população portuguesa, regendo-se pelas orientações do Congresso Internacional de Estatística de Bruxelas de 1853, tiveram lugar a partir de 1864, encontrando-se disponíveis para consulta no site do Instituto Nacional de Estatística (INE). 
| Número de habitantes *                   | Número de habitantes * | Número de habitantes * | Número de habitantes * | Número de habitantes * | Número de habitantes * | Número de habitantes * | Número de habitantes * | Número de habitantes * | Número de habitantes * | Número de habitantes * | Número de habitantes * | Número de habitantes * | Número de habitantes * | Número de habitantes * | Número de habitantes * |
| ---------------------------------------- | ---------------------- | ---------------------- | ---------------------- | ---------------------- | ---------------------- | ---------------------- | ---------------------- | ---------------------- | ---------------------- | ---------------------- | ---------------------- | ---------------------- | ---------------------- | ---------------------- | ---------------------- |
| 1864                                     | 1878                   | 1890                   | 1900                   | 1911                   | 1920                   | 1930                   | 1940                   | 1950                   | 1960                   | 1970                   | 1981                   | 1991                   | 2001                   | 2011                   | 2021                   |
| 4 439                                    | 4 841                  | 5 628                  | 7 738                  | 12 057                 | 15 001                 | 21 030                 | 26 104                 | 29 719                 | 35 088                 | 59 005                 | 88 052                 | 85 768                 | 79 012                 | 78 764                 | 78 345                 |
| Número de habitantes por grupo etário ** |                        |                        |                        |                        |                        |                        |                        |                        |                        |                        |                        |                        |                        |                        |                        |
|                                          |                        |                        | 1900                   | 1911                   | 1920                   | 1930                   | 1940                   | 1950                   | 1960                   | 1970                   | 1981                   | 1991                   | 2001                   | 2011                   | 2021                   |
| 0-14 Anos                                | 0-14 Anos              | 0-14 Anos              | 2 675                  | 4 253                  | 5 180                  | 6 705                  | 7 297                  | 6 736                  | 7 611                  | 15 220                 | 23 146                 | 14 926                 | 10 184                 | 11 221                 | 10 323                 |
| 15-24 Anos                               | 15-24 Anos             | 15-24 Anos             | 1 442                  | 2 414                  | 2 935                  | 4 253                  | 5 008                  | 5 420                  | 5 398                  | 7 865                  | 11 900                 | 14 494                 | 10 838                 | 7 420                  | 8 203                  |
| 25-64 Anos                               | 25-64 Anos             | 25-64 Anos             | 3 558                  | 5 201                  | 6 390                  | 9 211                  | 12 517                 | 15 611                 | 19 642                 | 31 955                 | 46 160                 | 46 606                 | 45 506                 | 43 112                 | 39 794                 |
| = ou > 65 Anos                           | = ou > 65 Anos         | = ou > 65 Anos         | 255                    | 326                    | 377                    | 855                    | 1 032                  | 1 591                  | 2 437                  | 4 015                  | 6 846                  | 9 742                  | 12 484                 | 17 011                 | 20 025                 |

- Número de habitantes "residentes", ou seja, que tinham a residência oficial neste município à data em que os censos  se realizaram.

- - De 1900 a 1950 os dados referem-se à população "de facto", ou seja, que estava presente no município à data em que os censos se realizaram. Daí que se registem algumas diferenças relativamente à designada população residente)

## Política

### Eleições autárquicas[11]
| Data | %             | V             | %     | V     | %      | V      | %     | V    | %          | V          | %        | V        | %              | V       | %              | V      | %              | V   | %    | V  | %              | V   | % | V | %  | V  | % | V | Participação |                |
| Data | FEPU/APU/ CDU | FEPU/APU/ CDU | PS    | PS    | CDS-PP | CDS-PP | GDUP  | GDUP | PCTP/ MRPP | PCTP/ MRPP | PCP (ml) | PCP (ml) | PPD/PSD        | PPD/PSD | UDP/BE         | UDP/BE | PRD            | PRD | PH   | PH | PAN            | PAN | E | E | CH | CH | L | L | Participação |                |
| ---- | ------------- | ------------- | ----- | ----- | ------ | ------ | ----- | ---- | ---------- | ---------- | -------- | -------- | -------------- | ------- | -------------- | ------ | -------------- | --- | ---- | -- | -------------- | --- | - | - | -- | -- | - | - | ------------ | -------------- |
| Data | 1976          | 58,62         | 6     | 26,99 | 3      | 2,70   | -     | 6,98 | -          | 1,33       | -        | 0,90     | -              |         |                |        |                |     |      |    |                |     |   |   |    |    |   |   |              | 69,57 / 100,00 |
| 1979 | 62,10         | 6             | 19,31 | 2     | 2,89   | -      |       |      | 0,51       | -          |          |          | 10,20          | 1       | 3,65           | -      | 76,69 / 100,00 |     |      |    |                |     |   |   |    |    |   |   |              |                |
| 1982 | 60,42         | 6             | 22,19 | 2     | 2,26   | -      | 0,56  | -    | 10,50      | 1          | 1,89     | -        | 77,90 / 100,00 |         |                |        |                |     |      |    |                |     |   |   |    |    |   |   |              |                |
| 1985 | 57,99         | 6             | 12,91 | 1     |        |        | 0,52  | -    | 15,00      | 1          | 1,24     | -        | 10,51          | 1       | 64,41 / 100,00 |        |                |     |      |    |                |     |   |   |    |    |   |   |              |                |
| 1989 | 47,31         | 5             | 24,10 | 2     | 2,29   | -      | 18,31 | 2    |            |            | 4,38     | -        | 55,03 / 100,00 |         |                |        |                |     |      |    |                |     |   |   |    |    |   |   |              |                |
| 1993 | 43,76         | 4             | 35,77 | 4     | 1,69   | -      | 1,36  | -    | 14,30      | 1          |          |          | 58,11 / 100,00 |         |                |        |                |     |      |    |                |     |   |   |    |    |   |   |              |                |
| 1997 | 40,36         | 4             | 39,92 | 4     | 1,91   | -      | 1,65  | -    | 10,86      | 1          | 1,24     | -        | 52,18 / 100,00 |         |                |        |                |     |      |    |                |     |   |   |    |    |   |   |              |                |
| 2001 | 40,27         | 4             | 41,27 | 4     |        |        | 2,22  | -    | 10,44      | 1          | 2,38     | -        | 0,28           | -       | 53,49 / 100,00 |        |                |     |      |    |                |     |   |   |    |    |   |   |              |                |
| 2005 | 41,53         | 4             | 34,46 | 4     | 0,73   | -      | 1,44  | -    | 11,27      | 1          | 6,40     | -        |                |         | 53,81 / 100,00 |        |                |     |      |    |                |     |   |   |    |    |   |   |              |                |
| 2009 | 47,68         | 5             | 29,82 | 3     | 2,65   | -      | 2,30  | -    | 9,02       | 1          | 6,05     | -        | 52,82 / 100,00 |         |                |        |                |     |      |    |                |     |   |   |    |    |   |   |              |                |
| 2013 | 44,89         | 5             | 27,71 | 3     | 1,29   | -      | 3,21  | -    | 8,89       | 1          | 6,12     | -        | 45,38 / 100,00 |         |                |        |                |     |      |    |                |     |   |   |    |    |   |   |              |                |
| 2017 | 33,27         | 4             | 37,52 | 4     | 1,61   | -      | 1,73  | -    | 11,37      | 1          | 6,74     | -        | 2,74           | -       | 1,14           | -      | 50,14 / 100,00 |     |      |    |                |     |   |   |    |    |   |   |              |                |
| 2021 | 23,43         | 2             | 56,68 | 7     | 0,59   | -      |       |      | 7,26       | -          | 2,93     | -        | 1,68           | -       |                |        | 4,28           | -   | 0,48 | -  | 50,55 / 100,00 |     |   |   |    |    |   |   |              |                |

### Eleições legislativas
| Data | %    | %     | %     | %    | %     | %        | %     | %     | %    | %     | %    | %   | %       | % | %  | %  |  |
| Data | PCP  | PS    | PSD   | UDP  | CDS   | APU/ CDU | AD    | FRS   | PRD  | PSN   | BE   | PAN | PSD CDS | L | CH | IL |  |
| ---- | ---- | ----- | ----- | ---- | ----- | -------- | ----- | ----- | ---- | ----- | ---- | --- | ------- | - | -- | -- |  |
| Data | 1976 | 57,25 | 25,76 | 5,38 | 2,97  | 2,67     |       |       |      |       |      |     |         |   |    |    |  |
| 1979 | APU  | 18,63 | AD    | 4,18 | AD    | 57,54    | 15,37 |       |      |       |      |     |         |   |    |    |  |
| 1980 | APU  | FRS   | AD    | 3,08 | AD    | 54,34    | 16,97 | 21,50 |      |       |      |     |         |   |    |    |  |
| 1983 | APU  | 27,00 | 9,85  | 1,95 | 2,77  | 55,36    |       |       |      |       |      |     |         |   |    |    |  |
| 1985 | APU  | 14,39 | 11,17 | 2,00 | 2,31  | 47,44    | 19,78 |       |      |       |      |     |         |   |    |    |  |
| 1987 | CDU  | 16,62 | 24,46 | 1,66 | 1,10  | 42,81    | 9,34  |       |      |       |      |     |         |   |    |    |  |
| 1991 | CDU  | 27,82 | 26,79 |      | 1,89  | 34,62    | 0,91  | 2,31  |      |       |      |     |         |   |    |    |  |
| 1995 | CDU  | 43,53 | 13,53 | 0,88 | 5,54  | 32,45    |       | 0,14  |      |       |      |     |         |   |    |    |  |
| 1999 | CDU  | 40,60 | 13,37 |      | 4,18  | 33,96    | 0,15  | 3,89  |      |       |      |     |         |   |    |    |  |
| 2002 | CDU  | 40,98 | 18,02 | 5,06 | 27,86 |          | 4,67  |       |      |       |      |     |         |   |    |    |  |
| 2005 | CDU  | 42,77 | 11,51 | 3,20 | 27,22 | 11,04    |       |       |      |       |      |     |         |   |    |    |  |
| 2009 | CDU  | 35,83 | 11,32 | 6,80 | 27,01 | 13,42    |       |       |      |       |      |     |         |   |    |    |  |
| 2011 | CDU  | 28,93 | 18,87 | 9,45 | 26,59 | 7,31     | 1,46  |       |      |       |      |     |         |   |    |    |  |
| 2015 | CDU  | 35,80 | CDS   | PSD  | 25,64 | 12,23    | 1,78  | 15,75 | 1,05 |       |      |     |         |   |    |    |  |
| 2019 | CDU  | 41,10 | 10,22 | 1,79 | 20,86 | 11,95    | 3,99  |       | 1,11 | 1,69  | 0,74 |     |         |   |    |    |  |
| 2022 | CDU  | 51,45 | 11,16 | 0,80 | 13,82 | 5,45     | 1,77  | 1,32  | 7,42 | 3,55  |      |     |         |   |    |    |  |
| 2024 | CDU  | 37,36 | AD    | AD   | 10,90 | 12,71    | 6,13  | 2,49  | 4,31 | 17,25 | 3,99 |     |         |   |    |    |  |

## Geminações
A cidade do Barrreiro é geminada com as seguintes cidades:
- Stara Zagora, Stara Zagora, Bulgária
- Łódź, Voivodia de Łódź, Polónia